# Proclavarctus fragilis
Proclavarctus fragilis är en djurart som tillhör fylumet trögkrypare, och som beskrevs av Jeanne Renaud-Mornant 1983. Proclavarctus fragilis ingår i släktet Proclavarctus och familjen Halechiniscidae. Inga underarter finns listade i Catalogue of Life.